# MTV Europe Music Awards
MTV Europe Music Awards (acrônimo: MTV EMA, MTV EMAs, EMA ou EMAs) é uma premiação de música realizada pela MTV Europa desde 1994, que ocorre geralmente no mês de novembro (somente a cerimónia de 2015 foi realizada em outubro). Foi originalmente estabelecida para celebrar os artistas, músicas e videoclipes mais populares na Europa, pretendendo ser uma alternativa ao MTV Video Music Awards, criado em 1984 pela MTV norte-americana. Atualmente, o MTV EMA celebra a dita música internacional, assim como a de várias outras partes do mundo.
A maioria das categorias são votadas pelos telespectadores, com exceção do prémio de Melhor Vídeo, dos atribuídos a ativistas humanitários e da grande maioria dos prêmios honoríficos A cerimonia é transmitida ao vivo em mais de 150 países pelos canais MTV e em plataformas de streaming, como Pluto TV e Paramount+.

## História
A primeira edição do Europe Music Awards foi realizada em 24 de novembro de 1994, no Portão de Brandemburgo em Berlim, Alemanha, cinco anos após a queda do Muro de Berlim. Desde então, a premiação modifica o país e a cidade anfitriã.  
A edição de maior audiência da historia foi a de 2003, com 9,3 milhões de espectadores; A cerimonia foi sediada na cidade de Edinburgo, na Escócia, e foi apresentada pela cantora Christina Aguilera. Em 2005, Lisboa foi considerada a melhor cidade anfitriã, até então, recebendo a distinção de "Best Host City Award" ("prémio de melhor cidade anfitriã").
As personalidades que mais apresentaram a premiação mais do que uma vez foram a cantora inglesa Rita Ora (em 2017, 2022 e 2024), o cantor irlandês Ronan Keating (em 1997 e 1999), a cantora norte-americana Katy Perry (em 2008 e 2009), e o ator inglês Sacha Baron Cohen, interpretando seus personagens: Ali G (em 2001) e Borat (em 2005). A primeira mulher a apresentar a premiação foi a atriz norte-americana Jenny McCarthy, que foi a anfitriã da 5.ª edição do evento, em 1998. 
Até agora, o Reino Unido sediou o evento sete vezes (quatro vezes na Inglaterra, duas na Escócia e uma na Irlanda do Norte), a Alemanha seis e a Espanha quatro. Se contarmos a edição "virtual", e sem a presença de público, de 2020, que se centrou em Londres, acolheu o Reino Unido acolheu o MTV EMA oito vezes. Tanto os Países Baixos como a Itália acolheram o MTV EMA três vezes (duas vezes em Roterdã e uma vez em Amesterdã, no caso dos Países Baixos, e duas vezes em Milão e uma vez em Roma, no caso da Itália). A República da Irlanda albergou o evento uma vez, assim como a França, a Suécia, Portugal, a Dinamarca e a Hungria. Berlim, Frankfurt, Londres, Roterdã e Milão foram as cidades onde o EMA se realizou mais que uma vez, tendo cada uma delas acolhido o evento duas vezes (se contarmos a edição "virtual" de 2020, Londres acolheu o MTV EMA três vezes). Em 2021, a premiação aconteceu em Budapeste, tendo a Hungria se tornado no primeiro país - e, até agora, o único - do antigo Bloco de Leste a receber o EMA. Com a edição de 2018, em Bilbau, e a de 2019 em Sevilha, a Espanha se tornou o único país até ao momento a receber o evento em anos consecutivos. 
A edição de 2020 foi originalmente planejada para acontecer em Budapeste, Hungria, mas devido à pandemia de COVID-19, a cerimônia foi apresentada no Breakfast Television Centre em Londres, sede da Paramount Networks UK, com atos musicais pré-gravados em outros lugares.
Em 2021, a decisão de realizar a cerimônia em Budapeste, Hungria, gerou polêmica devido à lei anti-LGBT promovida pelo governo húngaro. Chris McCarthy, CEO da MTV Entertainment, explicou que o show também era uma forma de mostrar apoio à comunidade LGBT do país.
Em 19 de outubro de 2023, a MTV anunciou que a cerimônia que aconteceria em Paris seria cancelada em decorrência do conflito entre Israel e Hamas. Esta foi a primeira vez em sua história que a cerimonia foi cancelada. Apesar do cancelamento, a votação seguiu aberta e os vencedores foram anunciados em 5 de novembro - dia em que ocorreria o evento -, tendo a atribuição de alguns prémios sido cancelada, como a de Melhor Artista Israelense. A cerimônia seria realizada em Paris pela primeira vez desde 1995.
Em 7 de fevereiro de 2025, a Paramount anunciou que algumas premiações seriam pausadas em 2025, entre eles incluindo o MTV EMA, o Prêmios MTV MIAW, o CMT Music Awards e a versão mexicana do Nickelodeon Kids' Choice Awards. A pausa serviria para reimaginar e otimizar a agenda de eventos daqui para frente.

## Categorias

### Principais
- Melhor Canção (1994 - presente)

- Melhor Clipe (1994 - presente)

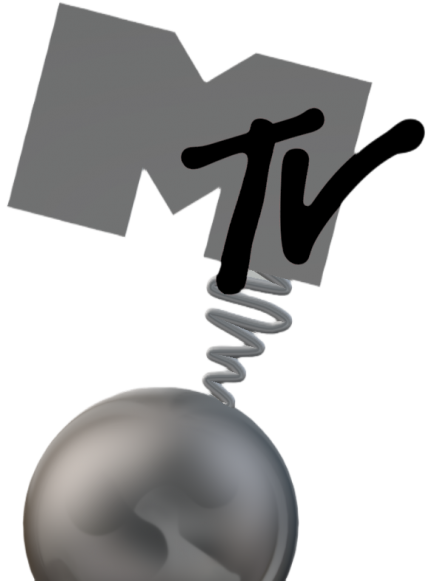
Representação do troféu do MTV EMA.

- Melhor Artista Rock (1994 - presente)
- Melhor Novo Artista (1994 - 2006; 2008 - presente)
- Melhor Artista Push (2009 - presente)
- Maiores Fãs (2011 - presente [em 2023, houve indicações, mas o prêmio acabou por não ser atribuído])
- Melhor Artista ao Vivo (1995; 1997; 2002; 2007 - 2020; 2022 - presente)
- Melhor Colaboração (2015 - presente)
- Melhor Artista de Música Latina (2020 - presente)
- Melhor Artista (2007; 2017 - presente)
- Melhor Artista Pop (1998 - presente)
- Melhor Artista Hip-Hop (1998 - presente)
- Melhor Artista de Música Alternativa (1997 - presente)
- Melhor Artista Dance / Melhor Artista de Música Eletrônica - 1994 - 2003 / 2012 - presente)
- Melhor Artista R&B (1997 - 2006; 2022 - presente)
- Melhor Artista de K-Pop (2021 - presente)
- Melhor Artista de Afrobeats (2023 - presente)

### Regionais
- Melhor Artista Árabe / Melhor Artista do Oriente Médio - 2009 - 2011 / 2012 - 2014; 2019)
- Melhor Artista Africano (2005 - 2007 / 2012 - presente)
- Melhor Artista Asiático (2012 - 2015; 2022 - presente)
- Melhor Artista Alemão (1994 [como Local Hero Award]; 1998 - presente)
- Melhor Artista Britânico ou Irlandês (1994 [como Local Hero Award]; 1998 - presente)
- Melhor Artista Francês (1994 [como Local Hero Award]; 2000 - presente)
- Melhor Artista Espanhol (2000 - presente)
- Melhor Artista Brasileiro (2012 - presente)
- Melhor Artista Português (2003 - presente
- Melhor Artista Italiano  (1994 [como Local Hero Award]; 2000 - presente)
- Melhor Artista Polonês (1994 [como Local Hero Award]; 2000 - presente)
- Melhor Artista Israelense (1994 [como Local Hero Award]; 2008 - 2018; 2020 - presente [em 2023, houve indicações, mas a atribuição do prêmio acabou por ser cancelada])
- Melhor Artista Suíço (2009 - presente)
- Melhor Artista Neerlandês (1994 [como Local Hero Award]; 2000 - 2003; 2011 - presente)

### Extintas
- Melhor Artista Masculino (1994-2006; 2009-2016)
- Melhor Artista Feminina  (1994-2006; 2009-2016)
- Melhor Grupo (1994-2009; 2018 - 2023 [em 2023, houve indicações, mas o prêmio acabou por não ser atribuído])
- Melhor Artista Latino-americano (2011-2016)
- Melhor Artista Nórdico (1994-2008)
- Melhor Artista de Música Negra (1994-1998; 2002-2009)
- Melhor Artista Árabe (2007-2010)
- Melhor Site de um Artista (1999, 2001, 2003, 2007)
- Escolha da Audiência (1996-1998)
- Melhor Música Cover (1998)
- Melhor Artista Hard Rock (2001)
- Artista do Ano (2007)
- Melhor Artista de Sempre (2008)
- Melhor Álbum (1998 - 2008)
- MTV Free Your Mind  (1994-2005, 2006-2007, 2009-2010) [prémio honorário]
- MTV Voice (2007-2008)
- Melhor Visual (2012 - 2019)
- Melhor Artista Europeu (2008 - 2015)
- Melhor Artista Dinamarquês (2005 - 2019)
- Melhor Artista Finlandês (2005 - 2019)
- Melhor Artista Norueguês (2005 - 2019)
- Melhor Artista Sueco (1994; 2005 - 2019)
- Melhor Artista Russo (1994 [como Local Hero Award]; 2001 - 2021)
- Melhor Artista Ucraniano (2007 - 2012)
- Melhor Artista Romeno (2002 - 2006; 2010 - 2016)
- Melhor Artista Romeno ou Moldavo (2007 - 2009)
- Melhor Artista Húngaro (2007 - 2013; 2018 - 2023)
- Melhor Artista Grego (2008 - 2015)
- Melhor Artista Neerlandês ou Belga (2004 - 2010)
- Melhor Artista Checo ou Eslovaco (2010 - 2013)
- Melhor Artista do Adriático (2005 - 2017)
- Melhor Artista Báltico (2006 - 2009)
- Melhor Artista Turco (2007 - 2009; 2011)

## Artistas com o maior número de prêmios
Justin Bieber é o maior vencedor do EMA, com 22 prêmios. Taylor Swift é a artista feminina mais premiada com 19 prêmios, e também a artista que mais venceu na categoria de Melhor Vídeo, com quatro vitórias. O BTS detém o recorde de mais prêmios vencidos, por um grupo ou boy band, também com 15. O Little Mix é o girl group mais premiado, com 7 prêmios. Lady Gaga e Britney Spears são as artistas que mais ganharam prêmios em uma única edição, com Britney levando quatro prêmios em 1999, e a Lady Gaga com o mesmo número de prêmios em 2011. 
1. Justin Bieber (22)
2. Taylor Swift (19)
3. Eminem (16, incluindo uma com o D12)
4. BTS (15)
5. Lady Gaga, Nicki Minaj, One Direction, Shawn Mendes (12)
6. Linkin Park (10)
7. Anitta (9)
8. Britney Spears, Coldplay (8)
9. Beyoncé, David Guetta, Muse, Little Mix, U2 (7)
10. Katy Perry, The Prodigy, Noa Kirel (6)
11. Ariana Grande, Billie Eilish, Camila Cabello, Ed Sheeran, Justin Timberlake, Zara Larsson (5)
12. Backstreet Boys, Gorillaz, Madonna, Robbie Williams, Fifth Harmony, Red Hot Chilli Peppers, Tokio Hotel, Johnny Orlando (4)
13. Alicia Keys, Bruno Mars, Green Day, Enrique Iglesias, Harry Styles, Jennifer Lopez, Kylie Minogue, Lana Del Rey, Rihanna, Rosalía, Justice, Keane, Lisa, Lorde, Medina, Oasis, Shakira, Spice Girls, Tyla, Pabllo Vittar (3)
14. Aerosmith, Avril Lavigne, Boyzone, Calvin Harris, Carly Rae Jepsen, Christina Aguilera, Craig David, Dua Lipa, Hanson, Massive Attack, Miley Cyrus, P!nk, Seventeen, Take That, Will Smith, Amaral, Aurea, Buraka Som Sistema, David Carreira, Da Weasel, Diogo Piçarra, El Canto del Loco, Enrique Bunbury, Fernando Daniel, Lola Índigo, Manu Gavassi (2)

Nota: o negrito denota os vencedores das categorias principais.

## Lista de cerimônias
| Ano  | Data           | Local                                          | Cidade     | Apresentador/a                       | Ref.          |
| ---- | -------------- | ---------------------------------------------- | ---------- | ------------------------------------ | ------------- |
| 1994 | 24 de novembro | Portão de Brandemburgo                         | Berlim     | Tom Jones                            | [ 15 ]        |
| 1995 | 23 de novembro | Zénith de Paris                                | Paris      | Jean Paul Gaultier                   | [ 16 ]        |
| 1996 | 14 de novembro | Alexandra Palace                               | Londres    | Robbie Williams                      | [ 17 ]        |
| 1997 | 6 de novembro  | Ahoy Rotterdam                                 | Roterdã    | Ronan Keating                        | [ 18 ]        |
| 1998 | 12 de novembro | Mediolanum Forum                               | Assago     | Jenny McCarthy                       | [ 19 ]        |
| 1999 | 11 de novembro | Point Theatre                                  | Dublin     | Ronan Keating                        | [ 20 ]        |
| 2000 | 16 de novembro | Ericsson Globe                                 | Estocolmo  | Wyclef Jean                          | [ 21 ]        |
| 2001 | 8 de novembro  | Festhalle Frankfurt                            | Frankfurt  | Sacha Baron Cohen,no papel de Ali G  | [ 22 ]        |
| 2002 | 14 de novembro | Palau Sant Jordi                               | Barcelona  | Sean Combs                           | [ 23 ]        |
| 2003 | 6 de novembro  | Western Harbour                                | Edinburgo  | Christina Aguilera                   | [ 24 ]        |
| 2004 | 18 de novembro | Hipódromo de Tor di Valle                      | Roma       | Xzibit                               | [ 25 ]        |
| 2005 | 3 de novembro  | Pavilhão Atlântico                             | Lisboa     | Sacha Baron Cohen, no papel de Borat | [ 26 ]        |
| 2006 | 2 de novembro  | Bella Center                                   | Copenhague | Justin Timberlake                    | [ 27 ]        |
| 2007 | 1 de novembro  | Olympiahalle                                   | Munique    | Snoop Dogg                           | [ 28 ]        |
| 2008 | 6 de novembro  | Echo Arena                                     | Liverpool  | Katy Perry                           | [ 29 ]        |
| 2009 | 5 de novembro  | O2 Arena                                       | Berlim     | Katy Perry                           | [ 30 ]        |
| 2010 | 7 de novembro  | Caja Mágica                                    | Madrid     | Eva Longoria                         | [ 31 ]        |
| 2011 | 6 de novembro  | Odyssey Arena                                  | Belfast    | Selena Gomez                         | [ 32 ]        |
| 2012 | 11 de novembro | Festhalle Frankfurt                            | Frankfurt  | Heidi Klum e Ludacris                | [ 33 ]        |
| 2013 | 10 de novembro | Ziggo Dome                                     | Amesterdã  | Redfoo                               | [ 34 ]        |
| 2014 | 9 de novembro  | SSE Hydro                                      | Glasgow    | Nicki Minaj                          | [ 35 ]        |
| 2015 | 25 de outubro  | Mediolanum Forum                               | Assago     | Ed Sheeran e Ruby Rose               | [ 36 ]        |
| 2016 | 6 de novembro  | Ahoy Rotterdam                                 | Roterdã    | Bebe Rexha                           | [ 37 ]        |
| 2017 | 12 de novembro | Wembley Arena                                  | Wembley    | Rita Ora                             | [ 38 ]        |
| 2018 | 4 de novembro  | Bizkaia Arena                                  | Baracaldo  | Hailee Steinfeld                     | [ 39 ] [ 40 ] |
| 2019 | 3 de novembro  | Palacio de Congresos y Exposiciones de Sevilla | Sevilha    | Becky G                              | [ 41 ]        |
| 2020 | 8 de novembro  | Breakfast Television Centre                    | Londres    | Little Mix                           | [ 42 ] [ 43 ] |
| 2021 | 14 de novembro | Budapest Sports Arena                          | Budapeste  | Saweetie                             | [ 44 ]        |
| 2022 | 13 de novembro | PSD Bank Dome                                  | Düsseldorf | Rita Ora e Taika Waititi             | [ 45 ]        |
| 2023 | 5 de novembro  | Paris Norte Villepinte                         | Paris      | Nenhum; a cerimônia foi cancelada    | [ 46 ] [ 47 ] |
| 2024 | 10 de novembro | Co-op Live                                     | Manchester | Rita Ora                             | [ 48 ] [ 49 ] |